# Dicastério para os Institutos de Vida Consagrada e Sociedades de Vida Apostólica
O Dicastério para os Institutos de Vida Consagrada e as Sociedades de Vida Apostólica (Dicasterium pro Institutis Vitae Consecratae et Societatibus Vitae Apostolicae), foi fundado pelo Papa Sixto V, no dia 27 de maio de 1586 com o título de Sacra Congregatio super consultationibus regularium e confirmado com a Constituição Apostólica Immensa, de 22 de janeiro de 1588 foi unida no ano de 1601 com a Congregatio pro consultationibus episcoporum et aliorum prelatorum.
São Pio X com a Constituição Apostólica Sapienti Consilio, de 29 de junho de 1908 separou outra vez as duas instituições. Com a Constituição Apostólica Regimini Ecclesiae Universae, de 15 de agosto de 1967, do Papa Paulo VI, a Congregação dos Religiosos aparece chamada Congregação para os Religiosos e os Institutos seculares.
Pela Constituição Apostólica Pastor Bonus, de 28 de junho de 1988 do Papa João Paulo II mudou o título em Congregação para os Institutos de Vida consagrada e as Sociedades de Vida Apostólica. Esta ocupa-se de tudo o que pertence aos Institutos de Vida consagrada (Ordens e Congregações religiosas, seja masculinas quer femininas, Institutos seculares) e as Sociedades de Vida apostólica, em quanto à regime, disciplina, estudos, bens, direitos e privilégios.
Com a promulgação da Constituição apostólica Prædicate Evangelium, em seus artigos 121 a 127, indicam que o Dicastério deve "promover, animar e regular a prática dos conselhos evangélicos, na forma como é vivida nas formas consagradas de vida consagrada, e também no que diz respeito à vida e atividade das Obras de Vida Apostólica em toda a Igreja latina."
Também é competente no que pertence à vida eremítica, às virgens consagradas e suas associações, às novas formas de vida consagrada.
A sua competência estende-se a todos os aspectos da vida consagrada: vida cristã, vida religiosa, vida clerical; é de caráter pessoal; não tem limites territoriais; alguns determinados assuntos de seus membros, porém, são repostos à competência de outras Congregações.
Ademais ela é competente sobre as associações dos fiéis erigidas com o intento de tornar-se Institutos de vida consagrada ou Sociedades de vida apostólica e sobre as suas terceiras ordens seculares.
Está sediada no Palazzo delle Congregazioni, na Piazza Pio XII, em Roma.

## Prefeitos
|           | Nome                                                         | Período   | Notas            |
| Prefeitos | Prefeitos                                                    | Prefeitos | Prefeitos        |
| --------- | ------------------------------------------------------------ | --------- | ---------------- |
| 23º       | Simona Brambilla, M.C.                                       | 2025-     | Atual            |
| 22º       | João Braz Cardeal de Aviz                                    | 2011-2025 | Prefeito emérito |
| 21º       | Franc Cardeal Rodé, C.M.                                     | 2004-2011 | Prefeito emérito |
| 20º       | Eduardo Cardeal Martínez Somalo                              | 1992-2004 |                  |
| 19º       | Jean Jérôme Cardeal Hamer, O.P.                              | 1984-1992 |                  |
| 18º       | Eduardo Francisco Cardeal Pironio                            | 1975-1984 |                  |
| 17º       | Arturo Cardeal Tabera Araoz, C.M.F.                          | 1973-1975 |                  |
| 16º       | Ildebrando Cardeal Antoniutti                                | 1963-1973 |                  |
| 15º       | Valerio Cardeal Valeri                                       | 1953-1963 |                  |
| 14º       | Luigi Cardeal Lavitrano                                      | 1945-1950 |                  |
| 13º       | Vincenzo Cardeal Lapuma                                      | 1935-1943 |                  |
| 12º       | Alexis-Henri-Marie Cardeal Lépicier, OSM                     | 1928-1935 |                  |
| 11º       | Camillo Cardeal Laurenti                                     | 1922-1929 |                  |
| 10º       | Teodoro Cardeal Valfré di Bonzo                              | 1920-1922 |                  |
| 9º        | Raffaele Cardeal Scapinelli di Leguigno                      | 1918-1920 |                  |
| 8º        | Giulio Cardeal Tonti                                         | 1917-1918 |                  |
| 7º        | Diomede Angelo Raffaele Gennaro Cardeal Falconio, OFM        | 1916-1917 |                  |
| 6º        | Domenico Cardeal Serafini, OSB                               | 1916      |                  |
| 5º        | Ottavio Cardeal Cagiano de Azevedo                           | 1913-1915 |                  |
| 4º        | José de Calasanz Félix Santiago Cardeal Vives y Tutó, OFMCap | 1908-1913 |                  |
| 3º        | Girolamo Maria Cardeal Gotti, OCD                            | 1899-1902 |                  |
| 2º        | Isidoro Cardeal Verga                                        | 1888-1896 |                  |
| 1º        | Ignazio Cardeal Masotti                                      | 1886-1888 |                  |